# Карл Смелый (роман)
«А́нна Гейерште́йнская, де́ва Мра́ка» (англ. Anne of Geierstein, or The Maiden of the Mist), в русском переводе «Карл Сме́лый» — исторический роман Вальтера Скотта, опубликованный в 1829 году в издательстве Cadell and Co. в Эдинбурге (20 мая) и в Simpkin and Marshall в Лондоне (25 мая). Переведён на русский язык в 1830 году.
Вальтер Скотт запланировал работу над «Карлом Смелым» после успеха «Квентина Дорварда» в 1823 году. Он задумывал продолжение романа. Однако лишь в августе 1827 года, когда автор закончил первую часть «Хроник Кэнонгейта», идеи о продолжении стали обретать почву. Он получил письмо от своего издателя Роберта Каделла с предложением как можно быстрее начать работу над продолжением «Квентина Дорварда», которому, как считал Каделл, был гарантирован успех. Скотт обещал обдумать это предложение, однако, начал работать над второй частью «Хроник Кэнонгейта», что в итоге вылилось в написание романа «Пертская красавица». В 1828 году он наконец начал писать продолжение «Квентина Дорварда» в надежде на коммерческий успех, который поможет поправить финансовое положение автора.
Книга действительно стала бестселлером, особенно в Англии. Рассказанная Скоттом история об опале, приносящем несчастье своему владельцу, привела к тому, что опал стал восприниматься в качестве опасного камня, а продажи опалов в Европе упали в два раза.